# Лео Хао
Лео Хао (настоящее имя Алексей Михайлович Шамровский; 1 марта 1973, Москва) — российский художник, работающий в стиле фэнтези, фотограф. Известен как создатель обложек для альбомов рок-групп, фантастических романов и компьютерных игр.
Псевдоним «Лео Хао» получился, когда имя художника «Лёха» разбили на две части и добавили к концу каждой букву о. Академического художественного образования не имеет, самоучка.
В 1990-е годы работал гробовщиком и изготовителем надгробных плит: «В начале девяностых было трудно зарабатывать на хлеб моим ремеслом, и поэтому приходилось работать в других областях. Я был охранником, маркетологом, реставратором и гробовщиком. Но все это время параллельно рисовал».
Известным стал после начала активного сотрудничества с издательством «Эксмо» и группой «Ария». Номинант на премии «Странник-2001» и «Интерпресскон».

## Работы
В настоящее время кисти Лео Хао принадлежат работы в следующих областях:
Музыкальные альбомы:
- все обложки альбомов и синглов группы «Ария», начиная с 2001 года («Химера», «Штиль», «Колизей», «Крещение огнём», «Чужой», «Армагеддон», «Пляска ада», «Живой огонь», «Поле битвы», «Феникс», кроме альбома «Через все времена»), а также многочисленная мерчандайзинговая продукция группы, дизайн маек, декорации; является официальным фотографом группы;

- обложки синглов The Bard’s Song in the Forest и Another Stranger Me группы Blind Guardian, концертного DVD Imaginations Through the Looking Glass;
- обложки альбома The Glorious Burden группы Iced Earth и обложки синглов;
- обложки альбомов Сергея Маврина и его группы «Маврин»;
- обложка альбома группы The Arrow (также часть текстов песен к альбому написаны Лео Хао);
- обложка альбома Metallic Tragedy группы Magic Kingdom, повторяющая обложку книги Юрия Никитина «Изгой»;
- обложка альбома Hordes of the Brave группы Iron Mask;
- обложки альбомов «На подступах к небу», «Не покоряйся судьбе!» группы «Виконт»;
- обложки альбомов «Я тот, кто я есть!», «Пульс» группы «Чёрный кузнец»;
- обложка альбома «Характерник» группы «Реанимация»;
- обложки альбомов «Иду на Вы!», «Звезда Руси» группы «Иван-Царевич»;
- обложка альбома «Кудель Белоснежного Льна», «Кукушкины дети» группы «Калевала»;
- обложки сборников «Украдено из студии», «Украдено из студии 2» от MastersLand.com;
- обложка альбома группы Пикник — «Три судьбы».

Книги:
- обложки книг Юрия Никитина;
- обложки книг Вадима Панова;
- обложки книг Генри Лайон Олди;
- иллюстрации к книгам Ника Перумова;
- иллюстрации к «Властелину колец» Джона Толкина.
- обложки книг Алексея Бессонова

Компьютерные игры:
- иллюстрации к Heroes of Might and Magic V;
- иллюстрации к многопользовательской ролевой игре «Легенда: Наследие драконов»;
- иллюстрации к многопользовательской ролевой игре «Троецарствие».

Другое:
- логотип группы «Артур Беркут» (только птица).

### «Жорик»
Лео Хао придумал талисман хэви-метал-группы «Ария», названный «Жорик» (существо, напоминающее химеру). Персонаж изображён практически на всех релизах группы, начиная с 2001 года. Впервые Жорик был помещён на обложку альбома «Химера», и с тех  пор этот образ стал неотъемлемой частью атрибутики группы, он появляется на всех альбомах группы (начиная с «Химеры»), а также на многих других релизах и атрибутике, в разных образах.